# Diostracus lamellatus
Diostracus lamellatus är en tvåvingeart som beskrevs av Wei och Liu 1996. Diostracus lamellatus ingår i släktet Diostracus och familjen styltflugor.
Artens utbredningsområde är Guizhou (Kina). Inga underarter finns listade i Catalogue of Life.